# Kitwe
Kitwe, talvolta detta Kitwe-Nkana, è la terza più grande città dello Zambia, parte della Provincia di Copperbelt e del distretto omonimo nell'area di Kitwe è concentrata l'attività di estrazione mineraria del rame; le due miniere principali sono Nkana (sudovest) e Mondolo (nordovest). Nella zona si trovano anche alcune miniere di smeraldi e numerosi stabilimenti industriali. Amministrativamente è formata dai 28 comuni che costituiscono il distretto.

## Collegamenti e trasporti
Kitwe si trova all'estremità della linea ferrovia passeggeri della Zambia Railways che collega Livingstone, Lusaka e Ndola. Linee ferroviarie dedicate alle merci la collegano alle cittadine minerarie del nordovest. La principale autostrada della Copperbelt attraversa la città da sudest a nordovest, collegandola a Ndola, Nchange, Chingola e Chililabombwe. Una strada in laterizio collega Kitwe a Kasempa. A circa 12 km della città sorge l'aeroporto di Southdowns, che è stato chiuso nel 2005 per manutenzione ma probabilmente non verrà riaperto; la città è attualmente servita dall'aeroporto di Nodola.

## Servizi e luoghi di interesse

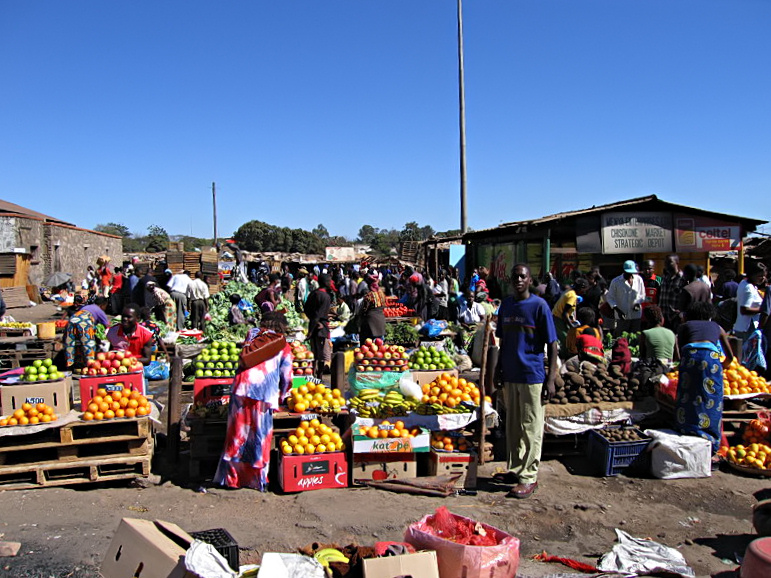
Il mercato di Chisokone a Kitwe

A Kitwe sorgono un ospedale e una università. Vi ha inoltre sede (in Obote Ave) un grande mercato dell'artigianato locale. Intorno alla città si estende una pianura ondulata in cui si trovano diverse attrazioni turistiche. Presso la Diga di Mindolo, 7 km a ovest dalla città, si trova un club nautico; a 9 km a sudest di Kitwe ci sono le pittoresche cascate Makwera. A 20 km a est di Kitwe, sulla strada per Kasempa, si trova il Chembe Bird Sanctuary, un'area naturale protetta rinomata per il bird watching.

## Amministrazione

### Gemellaggi
- Baia Mare, dal 1972[2]
- Detroit
- Sheffield